# Колібрі-німфа еквадорський
Колі́брі-ні́мфа еквадорський (Heliangelus strophianus) — вид серпокрильцеподібних птахів родини колібрієвих (Trochilidae). Мешкає в Колумбії і Еквадорі.

## Опис

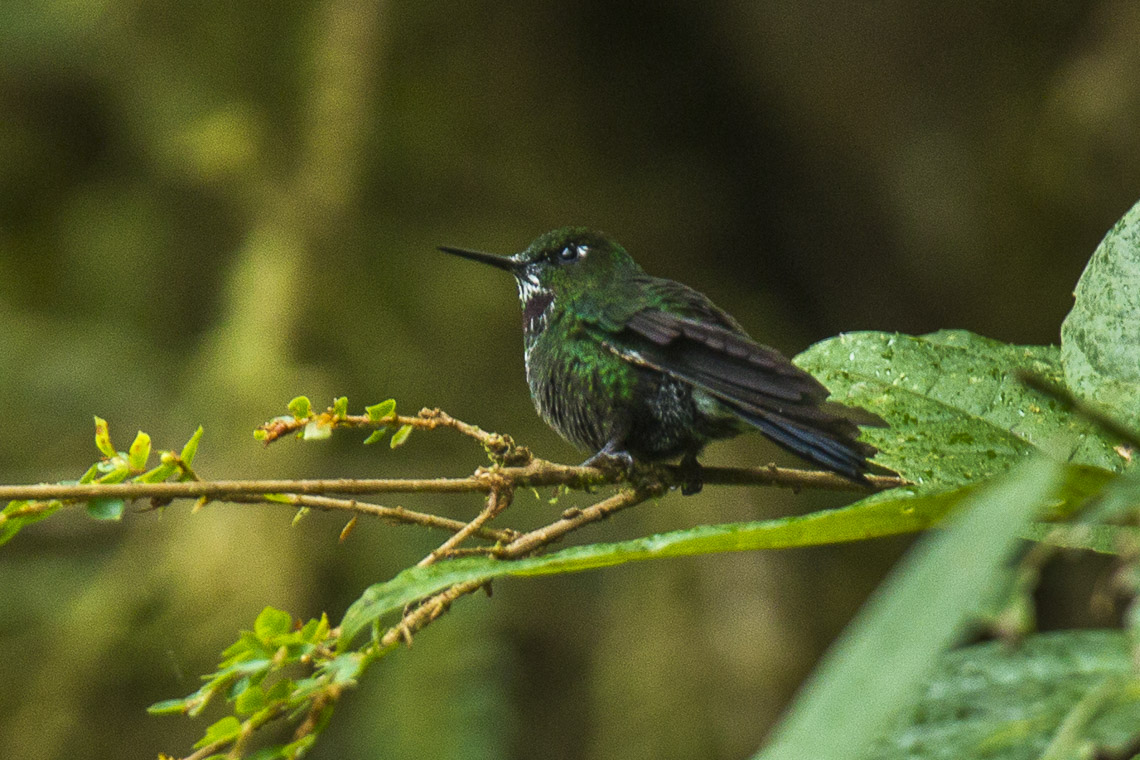
Еквадорський колібрі-німфа

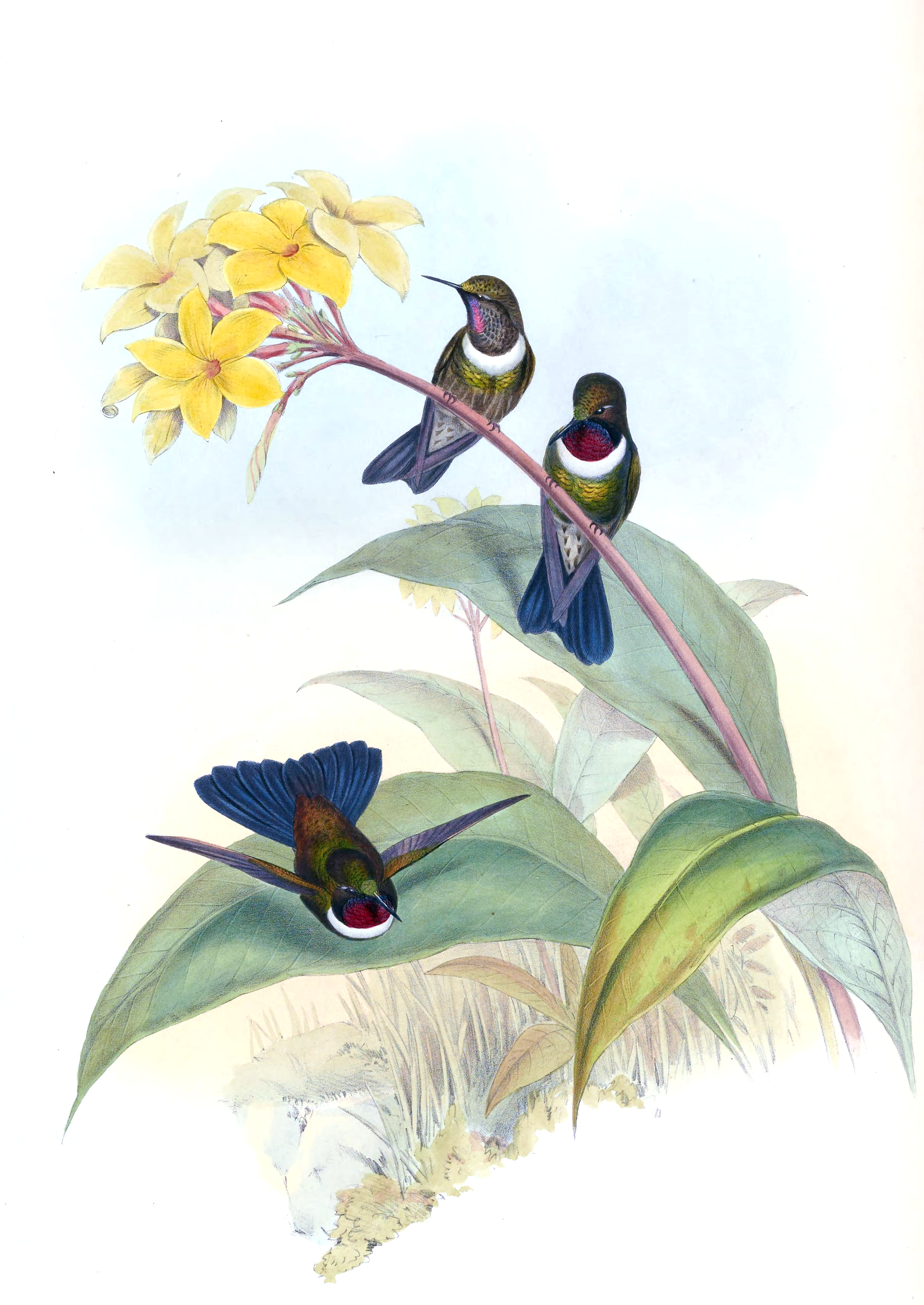
Еквадорські колібрі-німфи

Довжина птаха становить 9,5 см, вага 5,3 г. У самців верхня частина тіла темно-зелена, над очима блискуча зелена пляма, за очима невеликі білі плями. Нижня частина тіла темно-зелена, знизу поцяткована темно-сірими плямками. На горлі і верхній частині грудей є рожево-фіолетова райдужна пляма, окаймлена знизу білою смугою. Хвіст темно-сталево-синій або чорнуватий, дещо роздвоєний, довжиною 40-44 мм. У самиць підборіддя темно-сіро-коричневе, пера на ньому мають білі, іноді блискучі рожеві краї, горло у них пурпурове.

## Поширення і екологія
Еквадорські колібрі-німфи мешкають в Андах на південному заході Колумбії, в департаменті Нариньйо, і на заході Еквадору. Вони живуть у вологих гірських тропічних лісах та в чагарникових заростях на узліссях, віддають перевагу густим заростям в ярах. Зустрічаються на висоті від 1200 до 3800 м над рівнем моря.
Еквадорські колібрі-німфи живляться нектаром квітів, а також комахами, яких ловлять в польоті. Сезон розмноження у них триває з жовтня по грудень.